# Cadriano
Cadriano (Cadariàn in dialetto bolognese) è una frazione italiana appartenente al comune di Granarolo dell'Emilia nella Città metropolitana di Bologna nella regione Emilia-Romagna.La frazione di Cadriano sorge a 32 metri sul livello del mare, da non confondere con la località Casette di Cadriano, distante 3,31 km da Granarolo dell'Emilia, rispetto a Cadriano che dista 3,70 km.

## Storia
La località di Cadriano ha una storia antica. La zona del Granarolese era posta lungo l'antica direttrice commerciale verso Spina, il Norditalia e l’Europa centro settentrionale.
A testimonianza del fatto che fosse collocata su questo asse commerciale lo testimoniano anche i ritrovamenti ottocenteschi di due tesoretti di monete romane pre-imperiali. Quei luoghi videro, inoltre, la battaglia di una guarnigione romana, testimoniata dal cimitero (molto probabilmente) militare ritrovato sempre nel XIX secolo.

## Monumenti e luoghi d'interesse
Il maggiore luogo d'interesse artistico e storico è la chiesa di Sant'Andrea Apostolo, sulla strada principale.
Da notare sono anche l'oratorio della B.V. della Rovere e la presenza di una tipica villa di campagna conosciuta come villa Boselli (già villa Minghetti).
La frazione presenta anche un centro abitato con tanto di piazza principale, posto di fronte alla chiesa, costruito nel XXI secolo.

## Economia
La frazione di Cadriano ospita una delle due zone industriali del comune. Insieme alla zona industriale di Quarto Inferiore, sul territorio sono annoverate circa 1000 imprese.